# Cristiano I di Oldenburg
Cristiano I, detto "il Litigioso" (1123 – 1167), fu conte di Oldenburg dal 1148 al 1167.

## Biografia
Cristiano fu vassallo di Enrico XII di Baviera fino al 1166, anno in cui gli si oppose. Partecipò tra il 1154 e il 1155 alla prima campagna italiana di Federico Barbarossa, nel 1164 alla guerra contro il Meclemburgo e alla battaglia di Östringsfelde nel 1153 contro i Frisoni.
Cristiano si sposò con Cunegonda di Versfleth, da cui ebbe tre figli:
- Maurizio I di Oldenburg (1150 – 1209), suo successore come conte di Oldenburg;
- Cristiano di Oldenburg (1152 – 1192), ucciso probabilmente per conto del fratello Maurizio[1];
- ? (forse Davide, ritenuto senza fonte) di Oldenburg (1155 – 1185).

Morì intorno al 1167 durante l'assedio perpetrato da Enrico il Leone a Oldenburgo assieme al fratello Enrico I, motivo per il quale la Sassonia riuscì a mantenere un parziale controllo sulla regione fino al 1180, anno in cui Enrico XII di Baviera fu bandito per aver favorito la disfatta tedesca in Italia e sottratto dei suoi incarichi.